# Khuza'a (Palestina)
Khuza'a (àrab: خزاعة, Ḫuzāʿa) és una localitat palestina de la governació de Khan Yunis al sud de la Franja de Gaza. D'acord amb l'Oficina Central Palestina d'Estadístiques, Khuza'a tenia 9.700 habitants. La ciutat de Khuza'a és a uns 500 metres de la frontera amb Israel.

## Història
En el cens de 1945, Khuza'a (anomenada Khirbat Ikhzaa), tenia 990, tots àrabs, amb 8.179 dúnams de terra, d'acord amb una enquesta oficial. D'aquests, 7,987 dúnams eren usats per a cereals, mentre que 8 dúnams eren sòl edificat.

### Acusacions de crims de guerra a la guerra de 2008-09
The Observer va recollir acusacions dels residents que durant la Guerra de Gaza de 2008-2009 els militars israelians van derrocar cases a Khuza'a amb civils encara a l'interior i que els civils van ser abatuts tot i portar banderes blanques. B'Tselem va recollir acusacions dels residents en consonància amb el que informava The Observer.
Bruno Stevens, un periodista occidental que va ser un dels primers a tenir accés a Gaza, ha informat que es va utilitzar fòsfor blanc en el bombardeig de cases. Stevens va informar "El que puc dir és que moltes, moltes cases van ser bombardejades i que van utilitzar fòsfor blanc" i que "sembla haver estat indiscriminat".

### Assassinats i la destrucció de la majoria de les llars a la guerra de 2014
Durant la guerra de Gaza de 2014, la majoria de les més de 500 cases van ser destruïdes quan l'exèrcit israelià va entrar amb els seus tancs.
Desenes de civils van ser atacats i assassinats per l'exèrcit israelià durant l'ofensiva terrestre, segons grups de drets humans, el que alguns anomenaven "aparents violacions de les lleis de la guerra". Els testimonis van dir que es van utilitzar com a escuts humans per soldats israelians.
Helsingborgs Dagblad va informar que uns 5,000 residents van fugir després que es van deixar caure pamflets advertint i la majoria es va refugiar a les escoles de l'UNRWA. Molts residents van quedar atrapats a causa dels bombardejos israelians. Alguns soldats israelians van dir que se'ls havia dit que Hamàs havia amenaçat de matar els civils que abandonessin les seves llars però això va ser "totalment refusat" per més d'una dotzena de veïns de la localitat, que van dir que Israel no va permetre que els deixessin en zona de combat. Els soldats israelians van dir que, segons les instruccions, van fer trets d'advertència a qualsevol que se'ls acostés i després els mataven si s'acostaven. També van culpar les tàctiques de Hamàs, que pensaven que "fan que sigui impossible determinar qui era o no era una amenaça". No obstant això, més d'una dotzena de residents de Khuza'a, juntament amb molts més entrevistats pels grups de drets humans, va dir que els soldats israelians els atacaren deliberadament a ells i als seus veïns mentre intentaven fugir.